# Comuna Suciu de Sus, Maramureș
Suciu de Sus (în maghiară: Felsőszőcs) este o comună în județul Maramureș, Transilvania, România, formată din satele Larga, Suciu de Jos și Suciu de Sus (reședința).

## Demografie
Componența etnică a comunei Suciu de Sus
     Români (92,07%)
     Romi (1,85%)
     Alte etnii (0,06%)
     Necunoscută (6,02%)
Componența confesională a comunei Suciu de Sus
     Ortodocși (78,29%)
     Greco-catolici (11,21%)
     Penticostali (3,2%)
     Alte religii (0,99%)
     Necunoscută (6,3%)
Conform recensământului efectuat în 2021, populația comunei Suciu de Sus se ridică la 3.621 de locuitori, în scădere față de recensământul anterior din 2011, când fuseseră înregistrați 3.868 de locuitori. Majoritatea locuitorilor sunt români (92,07%), cu o minoritate de romi (1,85%), iar pentru 6,02% nu se cunoaște apartenența etnică. Din punct de vedere confesional, majoritatea locuitorilor sunt ortodocși (78,29%), cu minorități de greco-catolici (11,21%) și penticostali (3,2%), iar pentru 6,3% nu se cunoaște apartenența confesională.

## Politică și administrație
Comuna Suciu de Sus este administrată de un primar și un consiliu local compus din 13 consilieri. Primarul, Ionel Todoran[*],  politician independent, este în funcție din 1 noiembrie 2024. Începând cu alegerile locale din 2024, consiliul local are următoarea componență pe partide politice:
|  | Partid                          | Consilieri | Componența Consiliului | Componența Consiliului | Componența Consiliului | Componența Consiliului |
|  | ------------------------------- | ---------- | ---------------------- | ---------------------- | ---------------------- | ---------------------- |
|  | Partidul Social Democrat        | 4          |                        |                        |                        |                        |
|  | Partidul Național Liberal       | 3          |                        |                        |                        |                        |
|  | Alianța Dreapta Unită           | 2          |                        |                        |                        |                        |
|  | Alianța pentru Unirea Românilor | 2          |                        |                        |                        |                        |
|  | Forța Dreptei                   | 2          |                        |                        |                        |                        |

## Vezi și
- Biserica de lemn din Larga

## Imagini

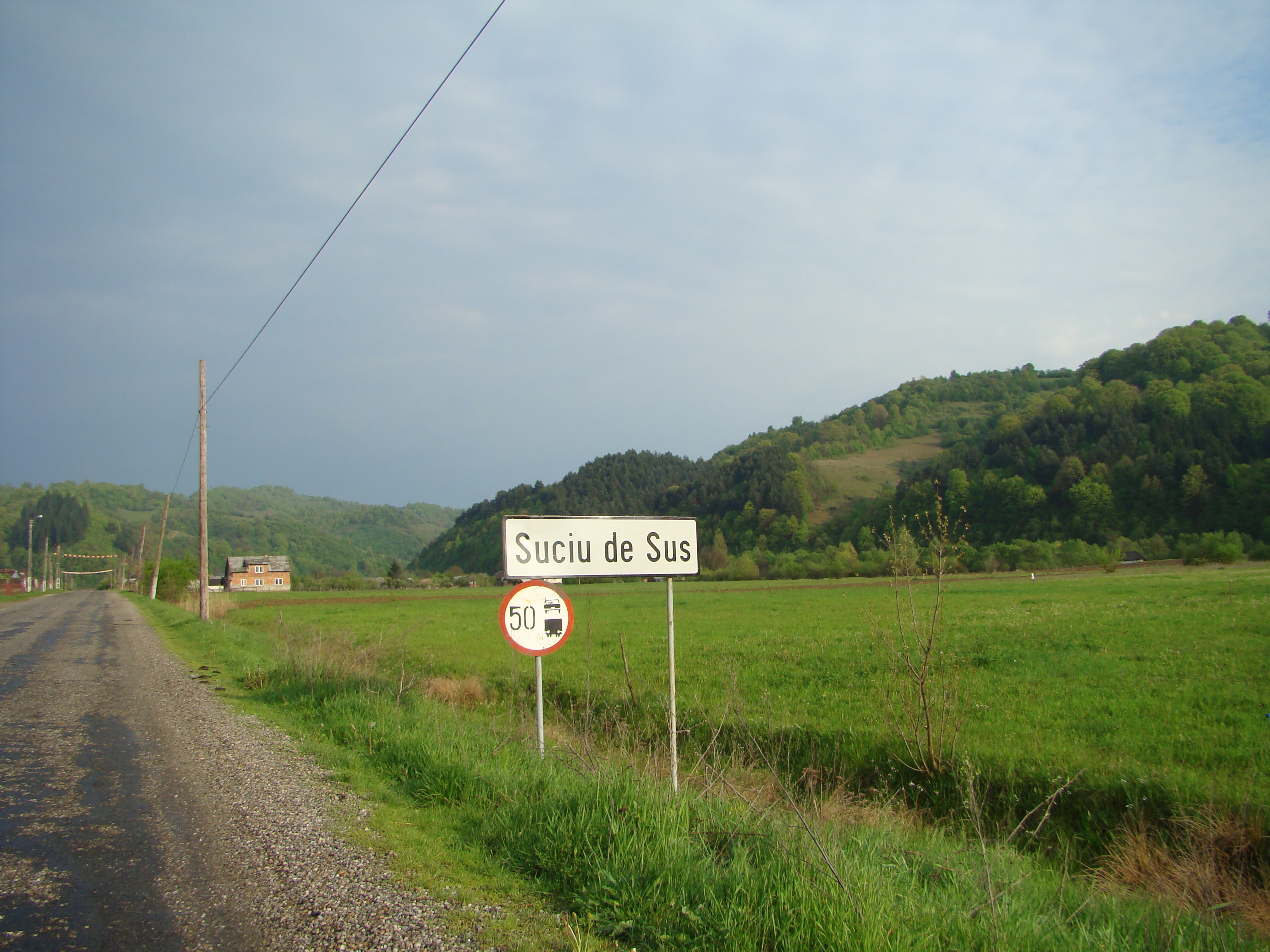
Intrarea în Suciu de Sus
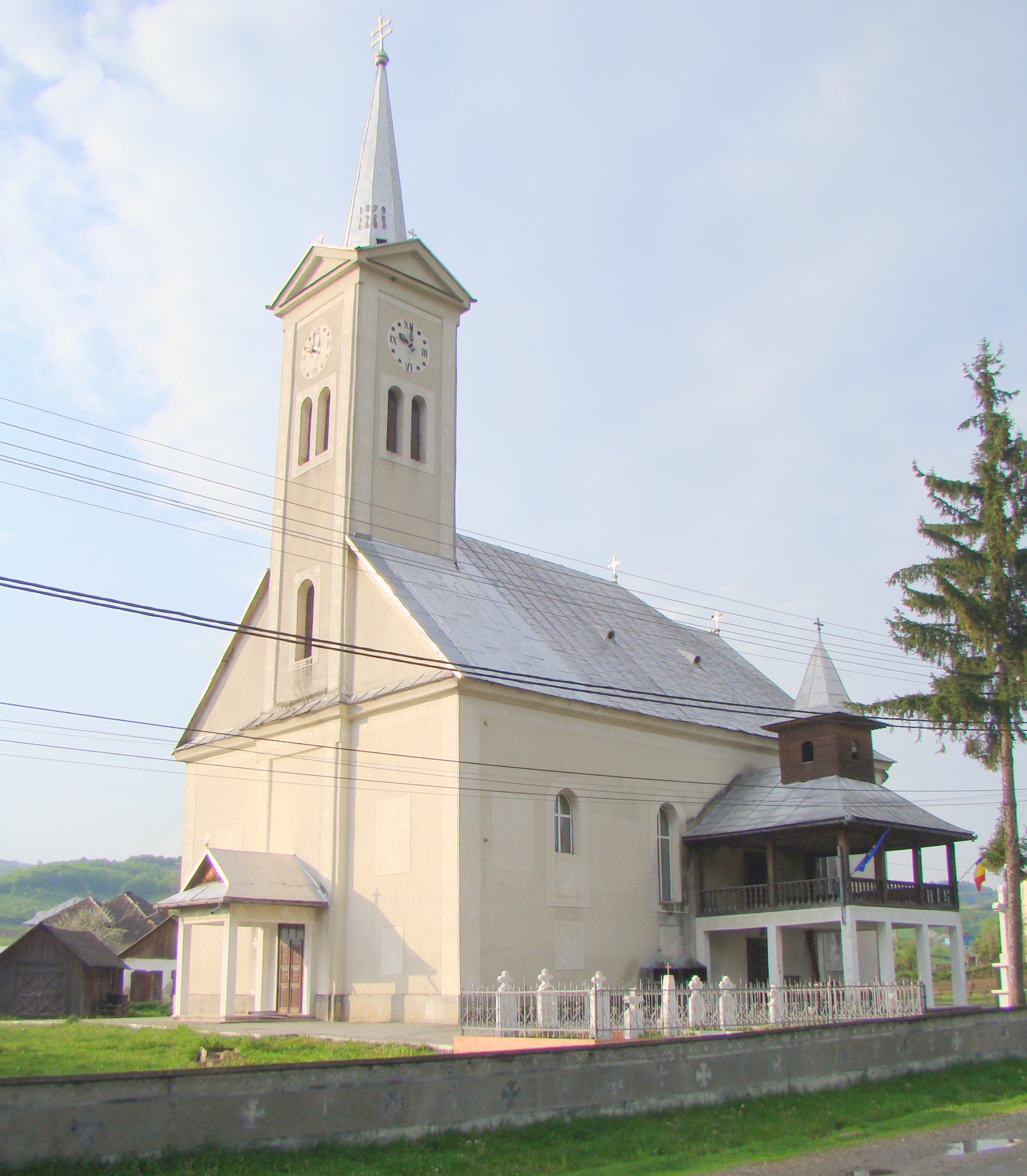
Biserica ortodoxă
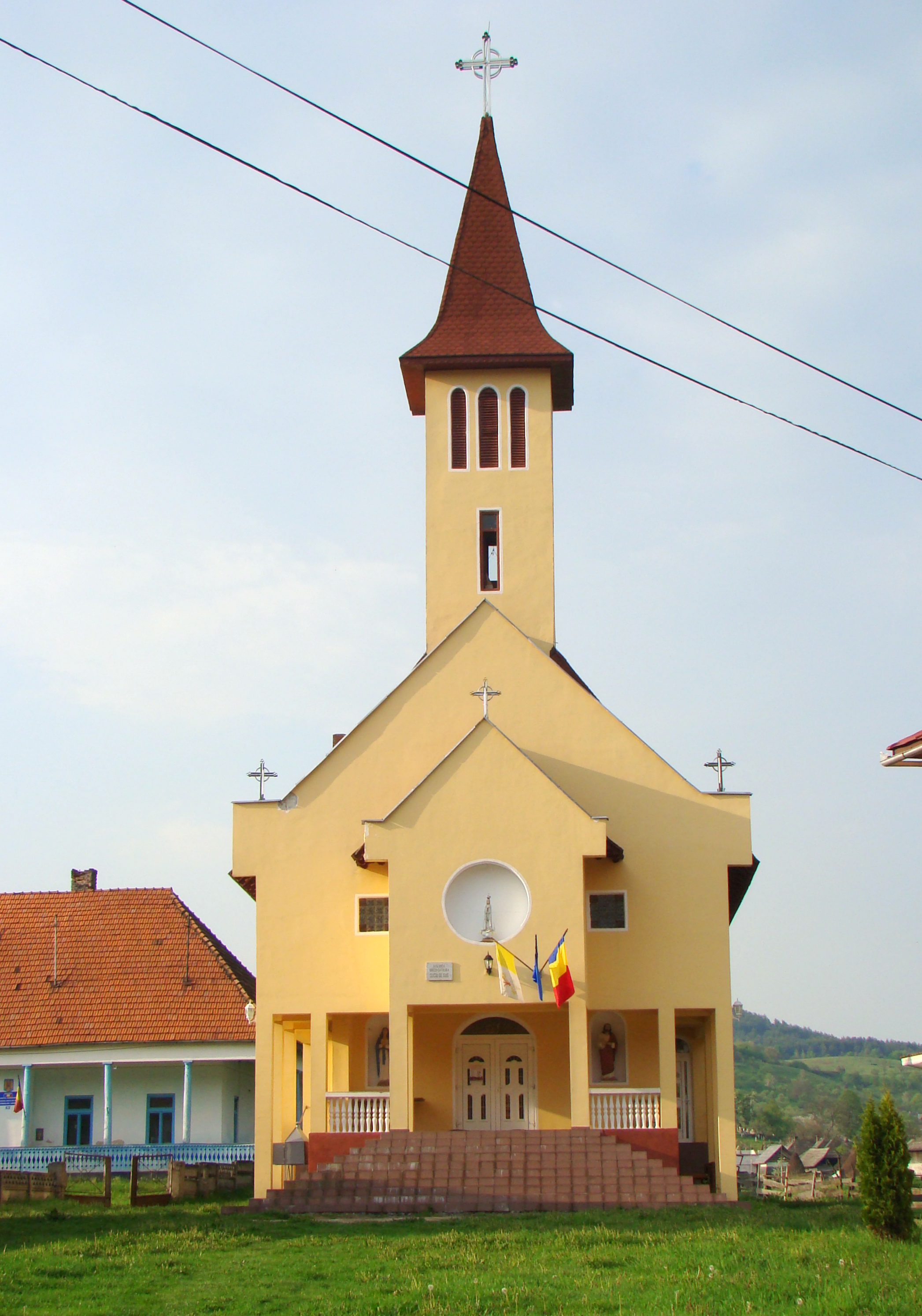
Biserica greco-catolică
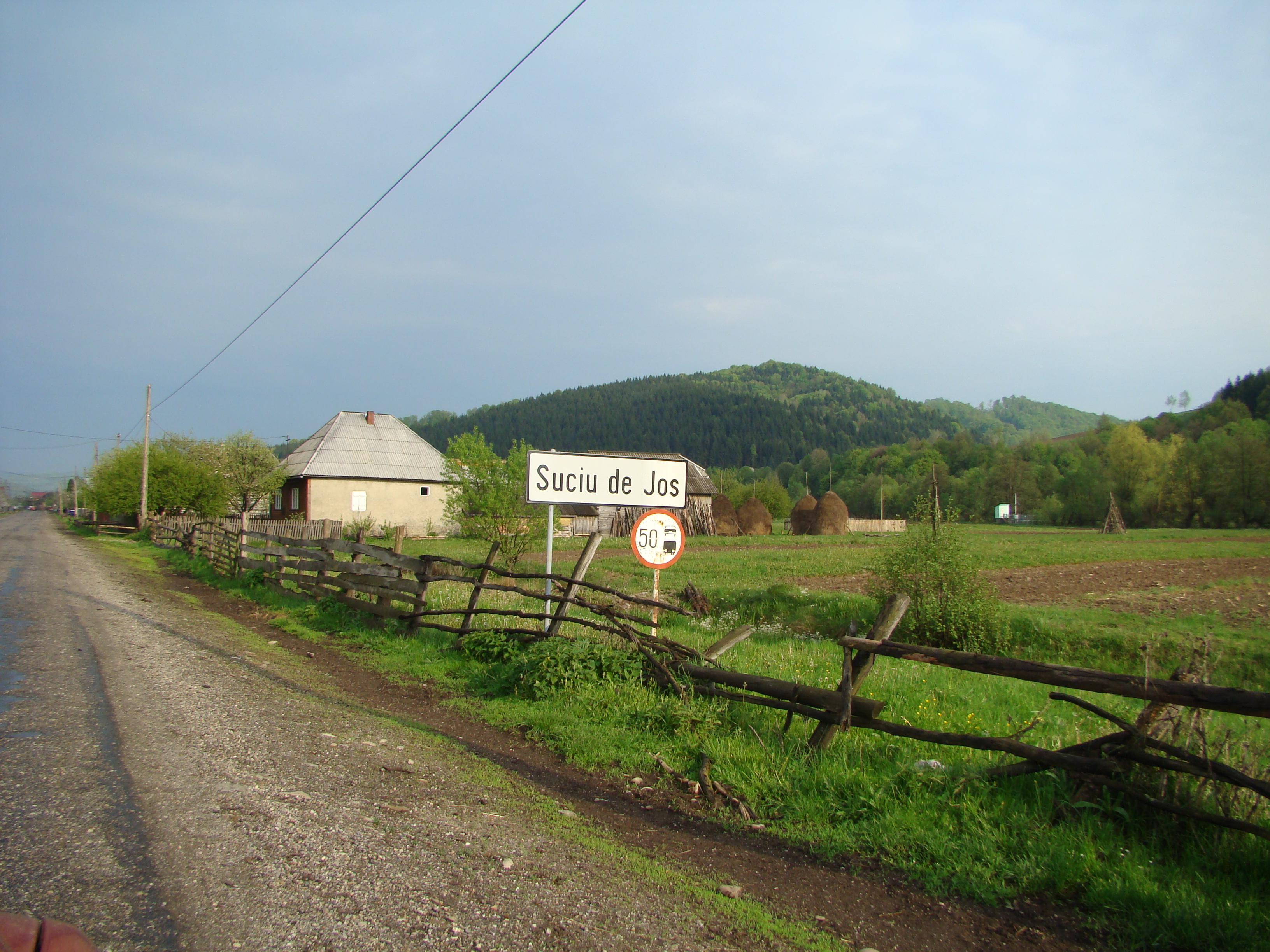
Suciu de Jos
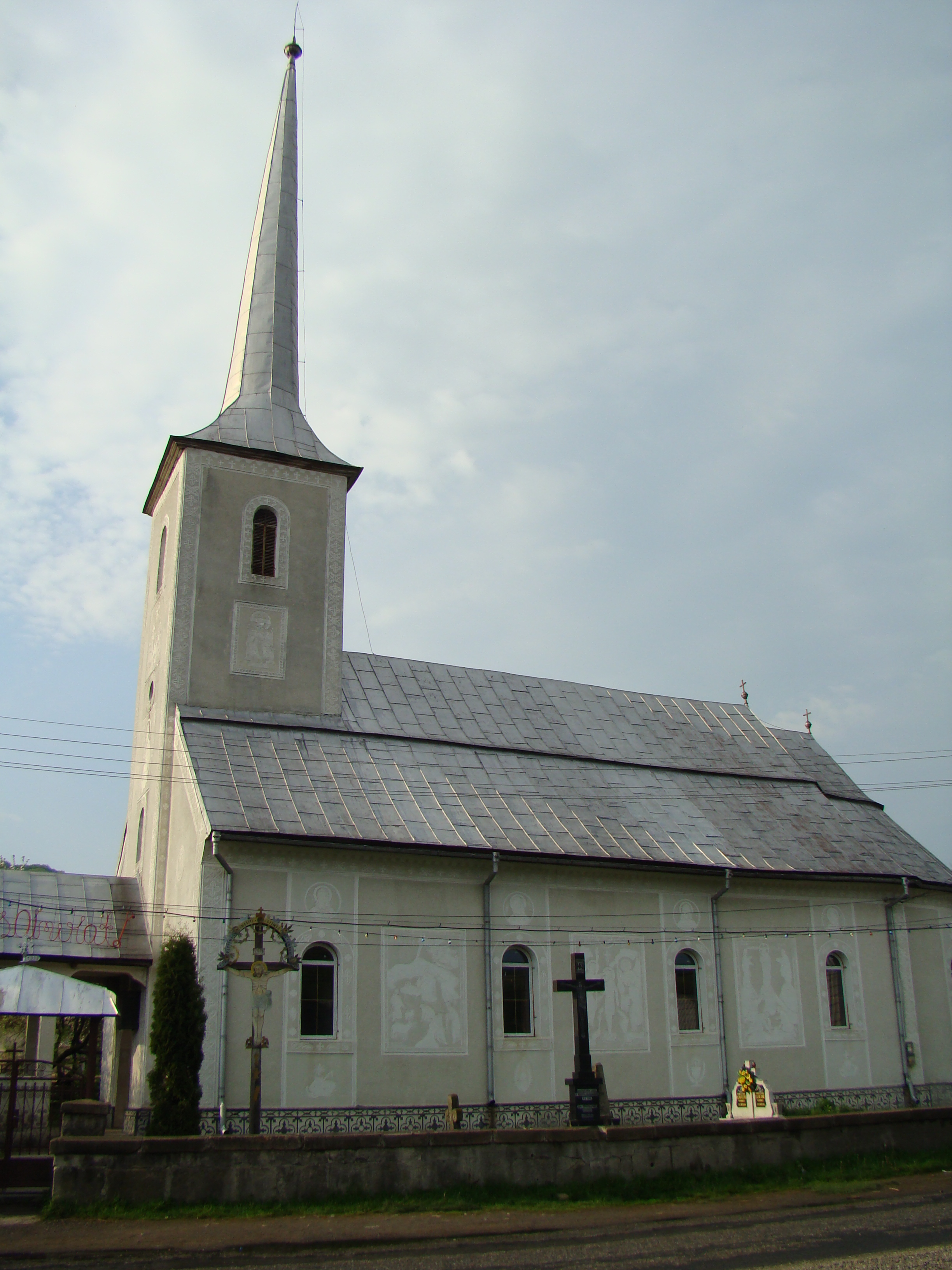
Biserica greco-catolică
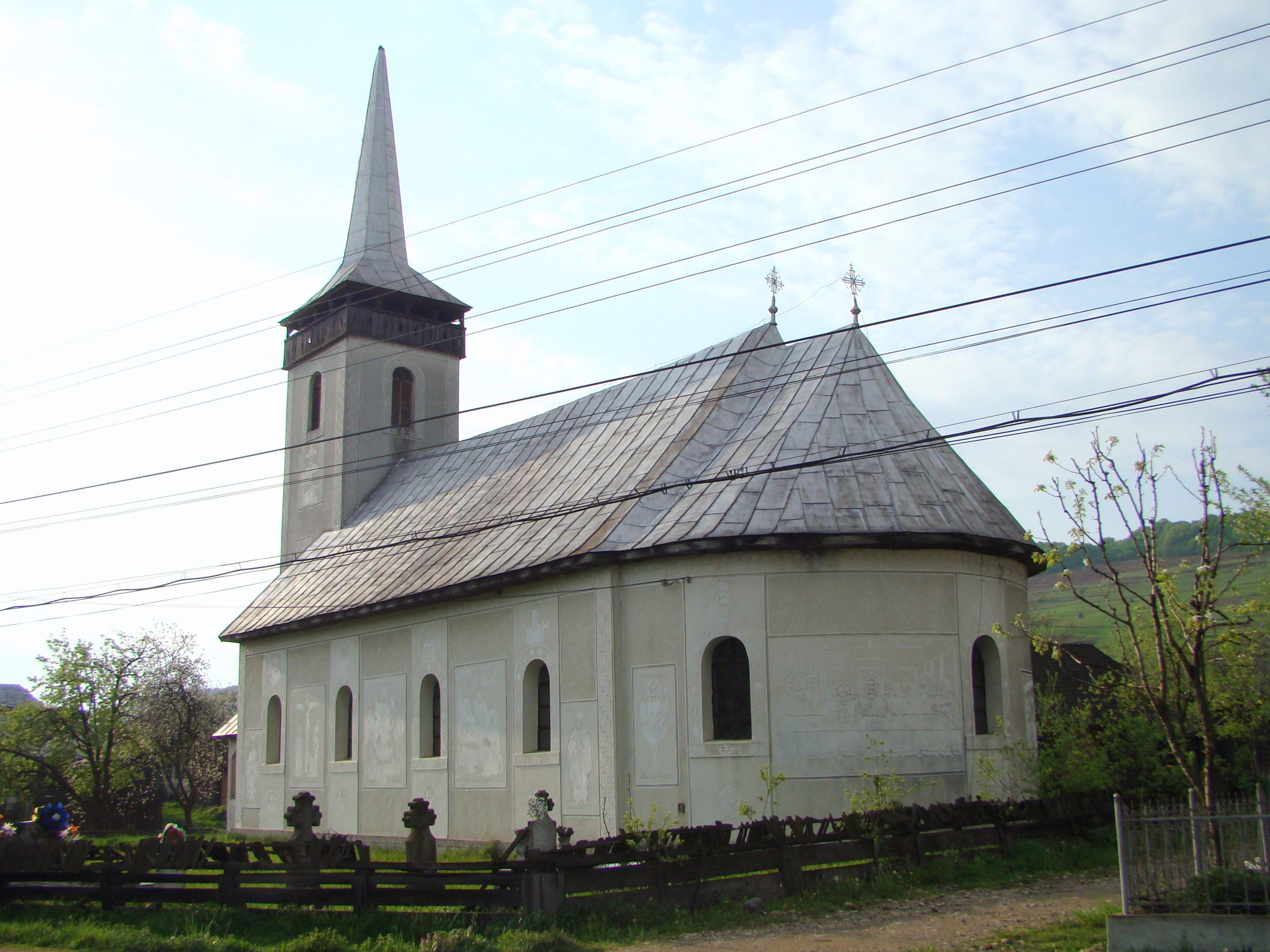
Biserica ortodoxă
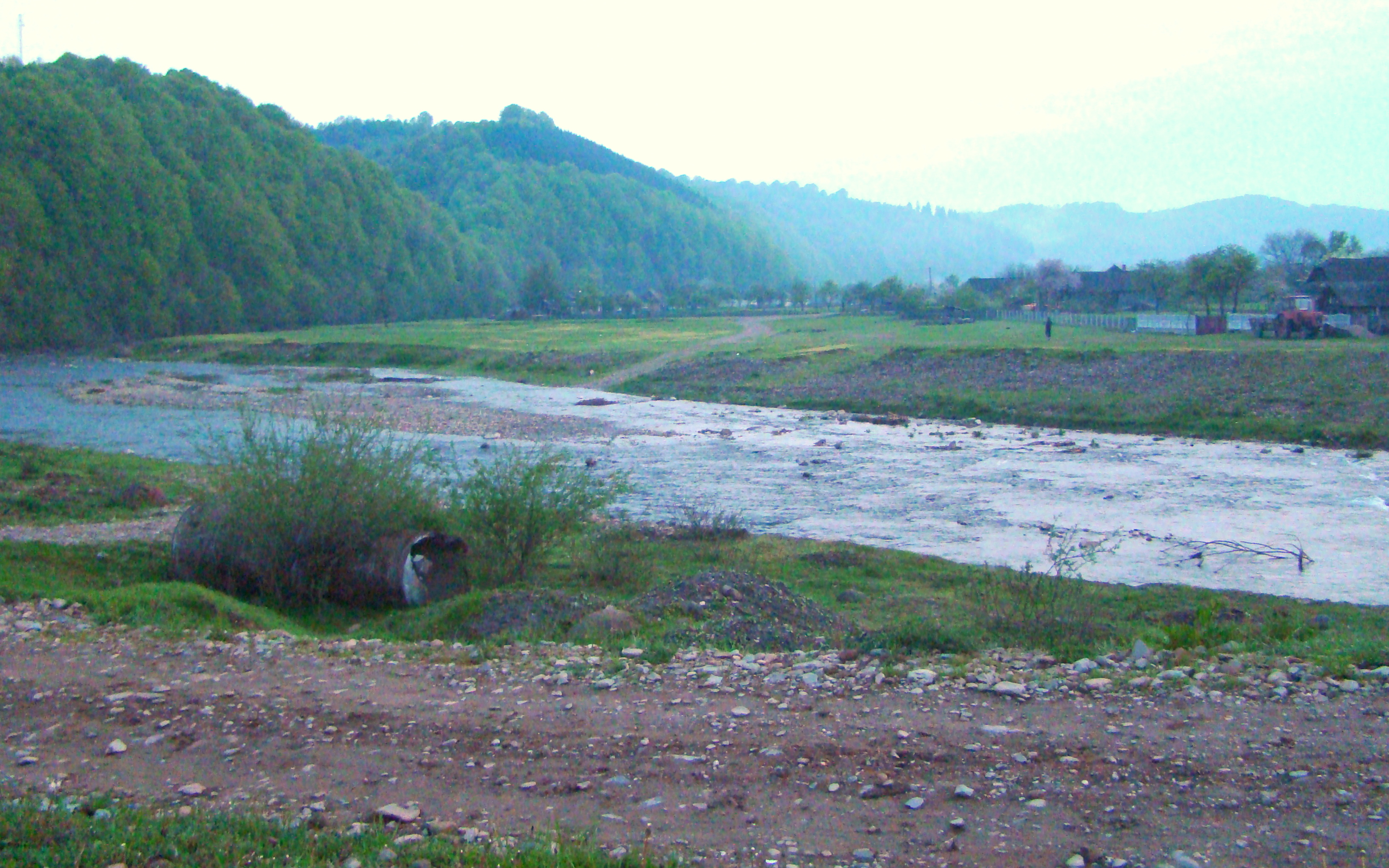
Râul Lăpuș
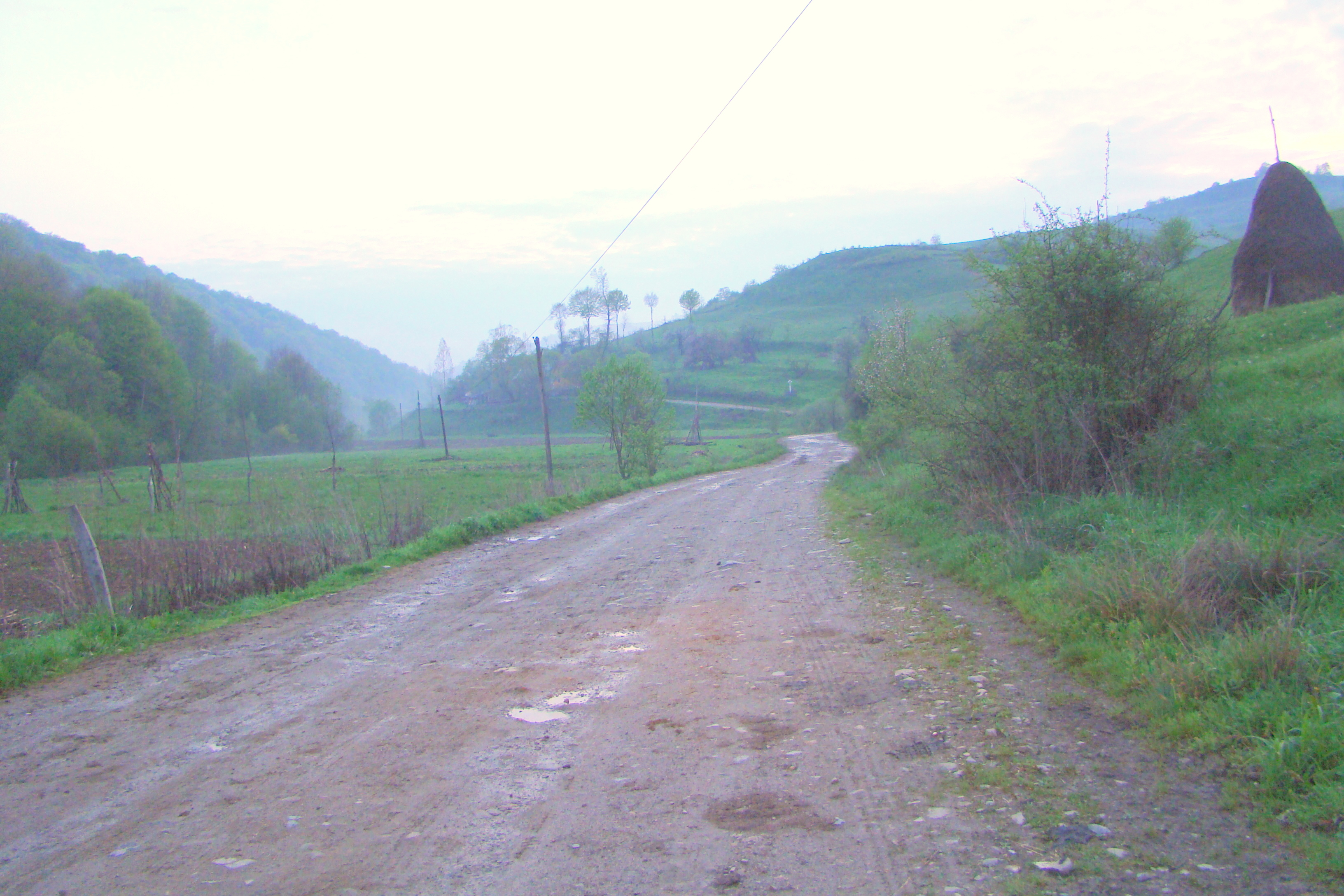
Drumul spre satul Larga
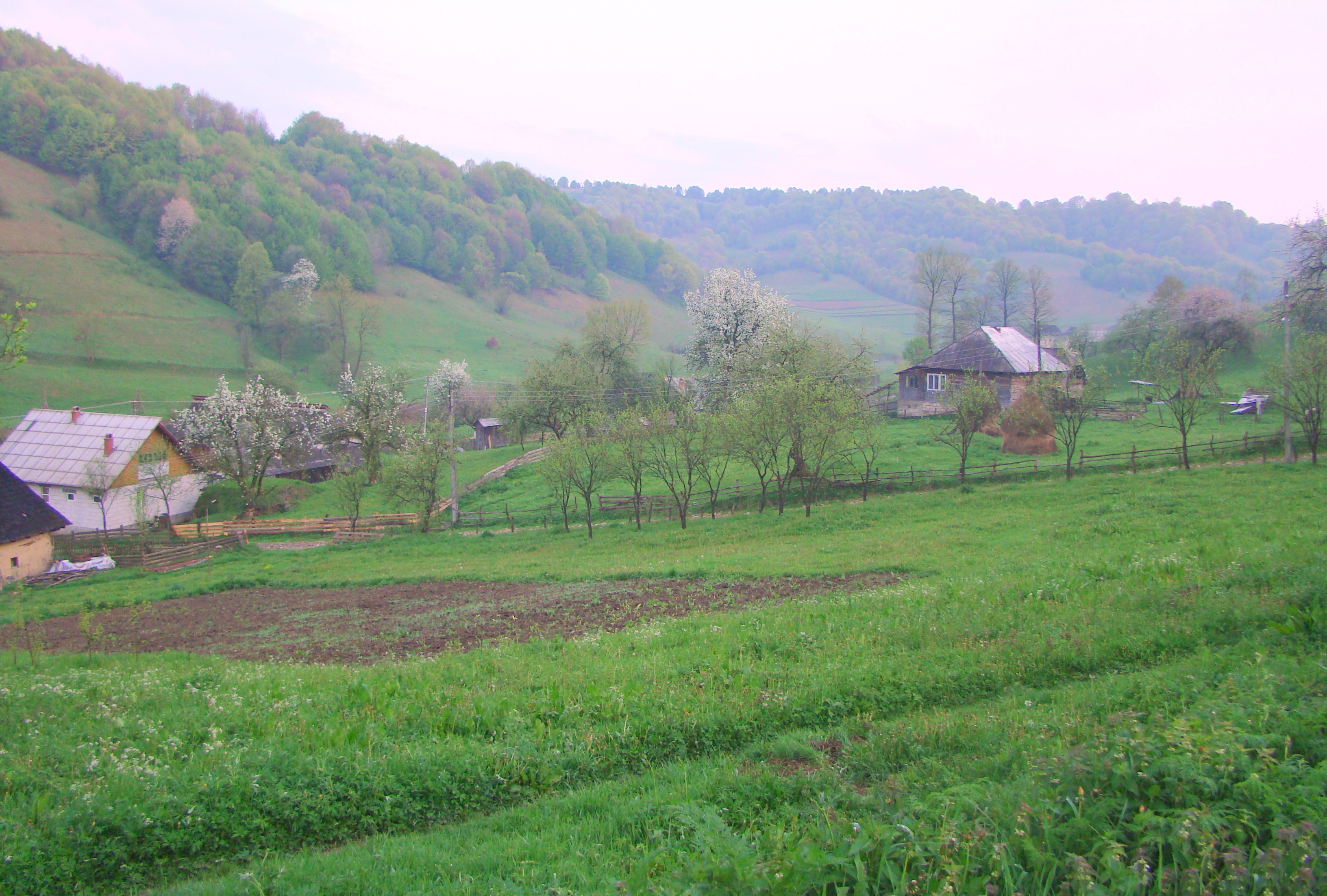
Larga
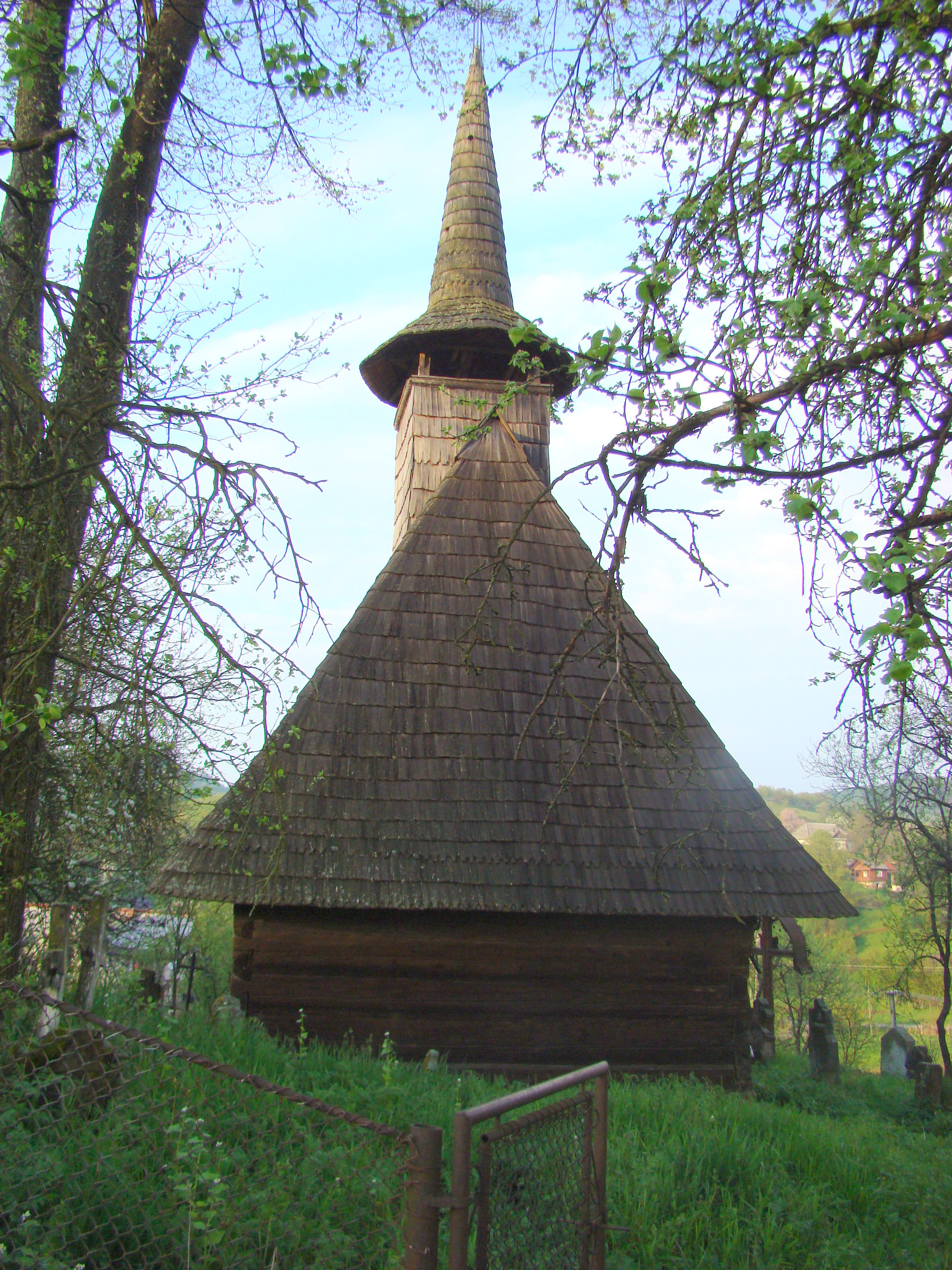
Biserica de lemn „Sfântul Dumitru" (monument istoric)
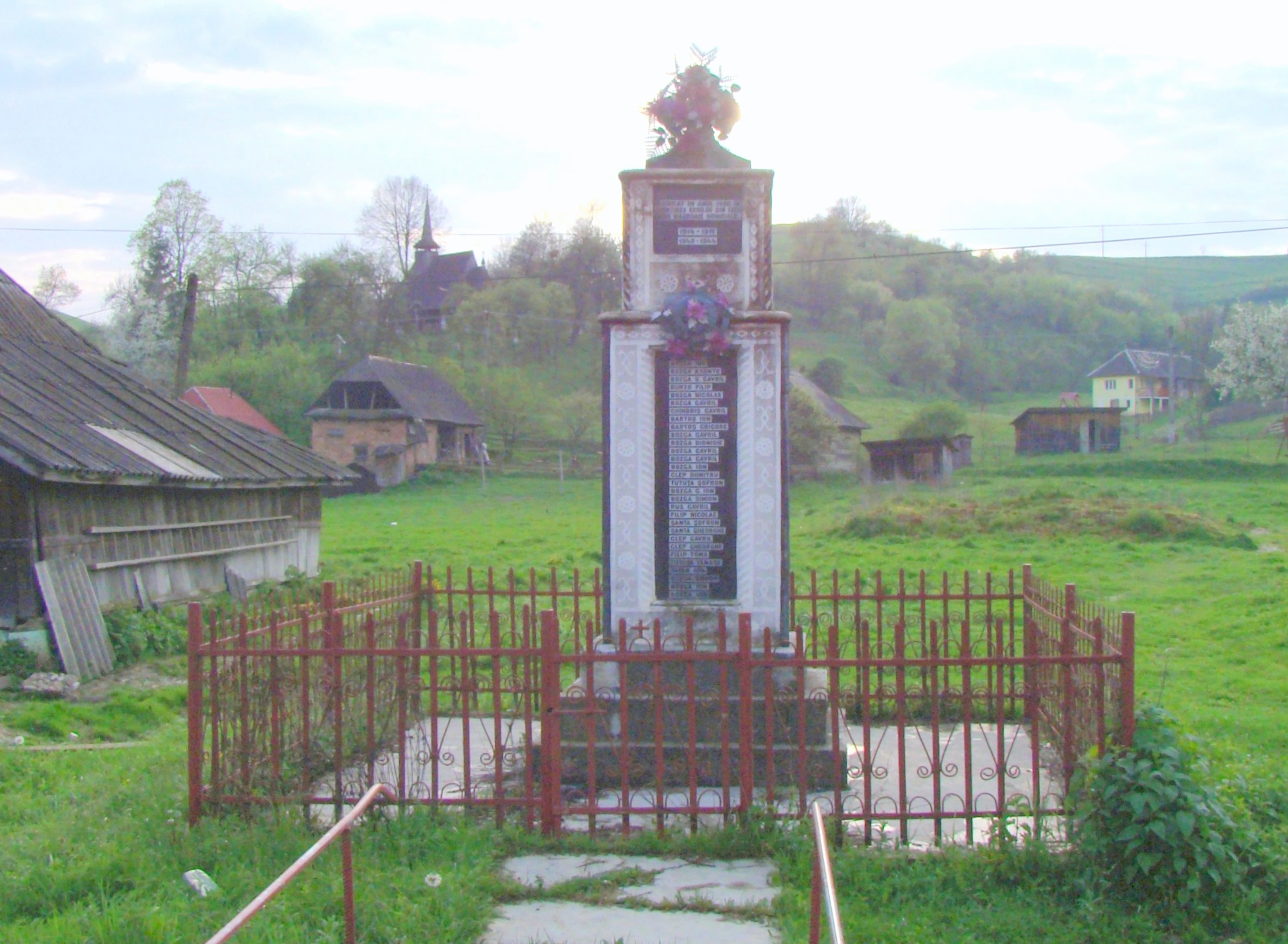
Monumentul eroilor